# Крутой Овраг (Марий Эл)
Крутой Овраг (мар. Имэҥер) — деревня в Медведевском районе Республики Марий Эл. Входит в состав Руэмского сельского поселения.

## География
Находится на расстоянии приблизительно 1 км по прямой на запад от западной границы районного центра поселка Медведево.

## История
Основана в 1733 году, упоминается с 1859 года как околоток деревни Простой Шеклянур с 9 дворами и 51 жителем. В 1886 году здесь (выселок Крутой Овраг или Бабина) значилось 8 дворов и 40 жителей (русские). С 1909 по 1931 год действовала деревянная церковь. В 2002 году здесь было 105 домов постоянных жителей и 130 дачных домов. В советское время работал колхозы «Первая пятилетка», «Марий ял» и «1-я пятилетка».

## Население
Население составляло 246 человек (мари 67 %, русские 27 %) в 2002 году, 312 в 2010.